# Allotrichoma picenum
Allotrichoma picenum är en tvåvingeart som beskrevs av Canzoneri och Rampini 1990. Allotrichoma picenum ingår i släktet Allotrichoma och familjen vattenflugor. Inga underarter finns listade i Catalogue of Life.